# Giorgos Foundas
Giorgos Foundas (griechisch Γιώργος Φούντας auch Giorgos Fountas; * 3. Juni 1924 in Mavrolithari, Fokida; † 28. November 2010 in Athen) war ein griechischer Film- und Fernsehschauspieler. 

## Leben und Werk
Über die Grenzen Griechenlands bekannt wurde er durch seine Zusammenarbeit mit Melina Mercouri, mit Jules Dassin und mit Michalis Kakogiannis.
Er spielte mit Melina Mercouri in Stella, und in Das Mädchen in Schwarz unter der Regie von Kakogiannis und wirkte in Sonntags… nie! unter der Regie von Jules Dassin mit.

## Filmografie (Auswahl)
- 1955: Stella
- 1956: Das Mädchen in Schwarz (Το Κορίτσι με τα Μαύρα)
- 1960: Sonntags... nie! (Ποτέ την Κυριακή)
- 1963: Das Mädchen von Piräus (Κάθαρμα)
- 1963: Die roten Laternen (Τα κόκκινα Φανάρια)
- 1964: Alexis Sorbas